# Chronicon Vulturnense
Il Chronicon Vulturnense è una cronaca del monaco Giovanni, redatta nel XII secolo presso l'abbazia di San Vincenzo al Volturno (IS), scritta in latino, e tratta delle vicende storiche del monastero dalla fondazione nel VII secolo sino all'anno 1115.

## Descrizione
Del monaco Giovanni da San Vincenzo si ignorano le notizie biografiche, se non che fu monaco del monastero nel XII secolo (anni '30 o '40?). Le ricostruzioni monumentali che interessarono l'abbazia nell'XI secolo, che culminarono nel 1115 con la consacrazione della nuova chiesa da parte di papa Pasquale II, sono l'indubbio segnale che San Vincenzo al Volturno gestiva un patrimonio che garantiva ancora un notevole afflusso di ricchezze. Verosimile è che i tentativi degli abati proseguissero nella costruzione di un dominatus loci nelle aree di presenza patrimoniale più solida e coerente. Queste però si restringevano sempre di più, decurtate dall'aggressiva intraprendenza dei potenti locali e dei nuovi conquistatori Normanni, che con l'andare del tempo avrebbero sottratto al monastero gran parte dei suoi originari possedimenti tra attuali Molise, Campania e Abruzzo.
Gli abati vulturnensi furono quindi costretti a cercare forme di convivenza con elementi di potere diversi: famiglie che avevano ormai rivalutato le proprie originarie prerogative funzionali secondo un'ottica signorile, nuove forze militari che disegnavano per sé ulteriori ambiti di egemonia. Non si sa nulla del modo in cui l'abbazia gestiva la base socioeconomica del proprio potere, ormai limitata a un ristretto numero di villaggi e castelli nei pressi del monastero stesso, come Rocchetta Alta, Cerro, Castel San Vincenzo.
Quel che è certo è che il sorgere del potere degli Altavilla alla metà del XII secolo avrebbe inferto un duro colpo alle aspirazioni di dominio territoriali degli abati di San Vincenzo, con la conseguente perdita di gran parte delle immunità giuridiche che i loro predecessori erano stati in grado di acquistare. Quando l'abate Gerardo (1076-1109) incaricò il monaco Giovanni di organizzare un'esposizione coerente delle vicende più importanti della comunità del Volturno, riteneva che questi dovesse: "actus vel nomina sanctorum patrum huius sacri cenobii preciosi martyris Vincentii abbatum humili recensere elogio"
Giovanni decise di conferire all'opera un carattere più assoluto, da un lato allargando la prospettiva fino a comprendere le vicende generali dell'umanità intera, dall'altro inframmezzando alla narrazione delle vicende del proprio monastero, i documenti che diceva di aver rinvenuto negli archivi dello scriptorium abbaziale. In questo modo le tradizioni sulle origini e il successivo splendore di San Vincenzo al Volturno avrebbero trovato degna sistemazione nel quadro di una storia universale, e sarebbero state inoltre rese ancor più fulgide dalle testimonianze scritte di privilegi e donazioni papali e dei sovrani longobardi e franchi.

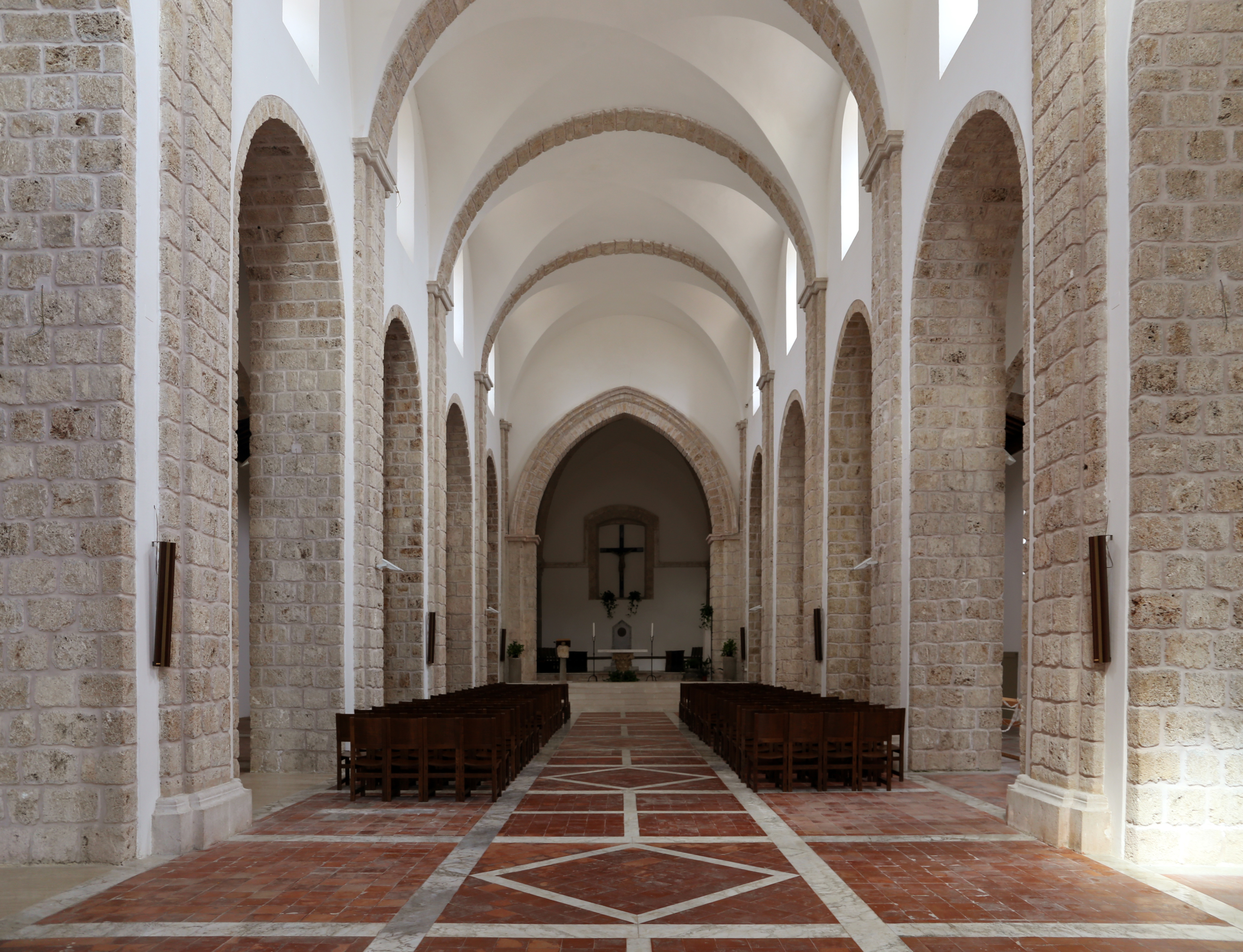
Interno dell'abbazia

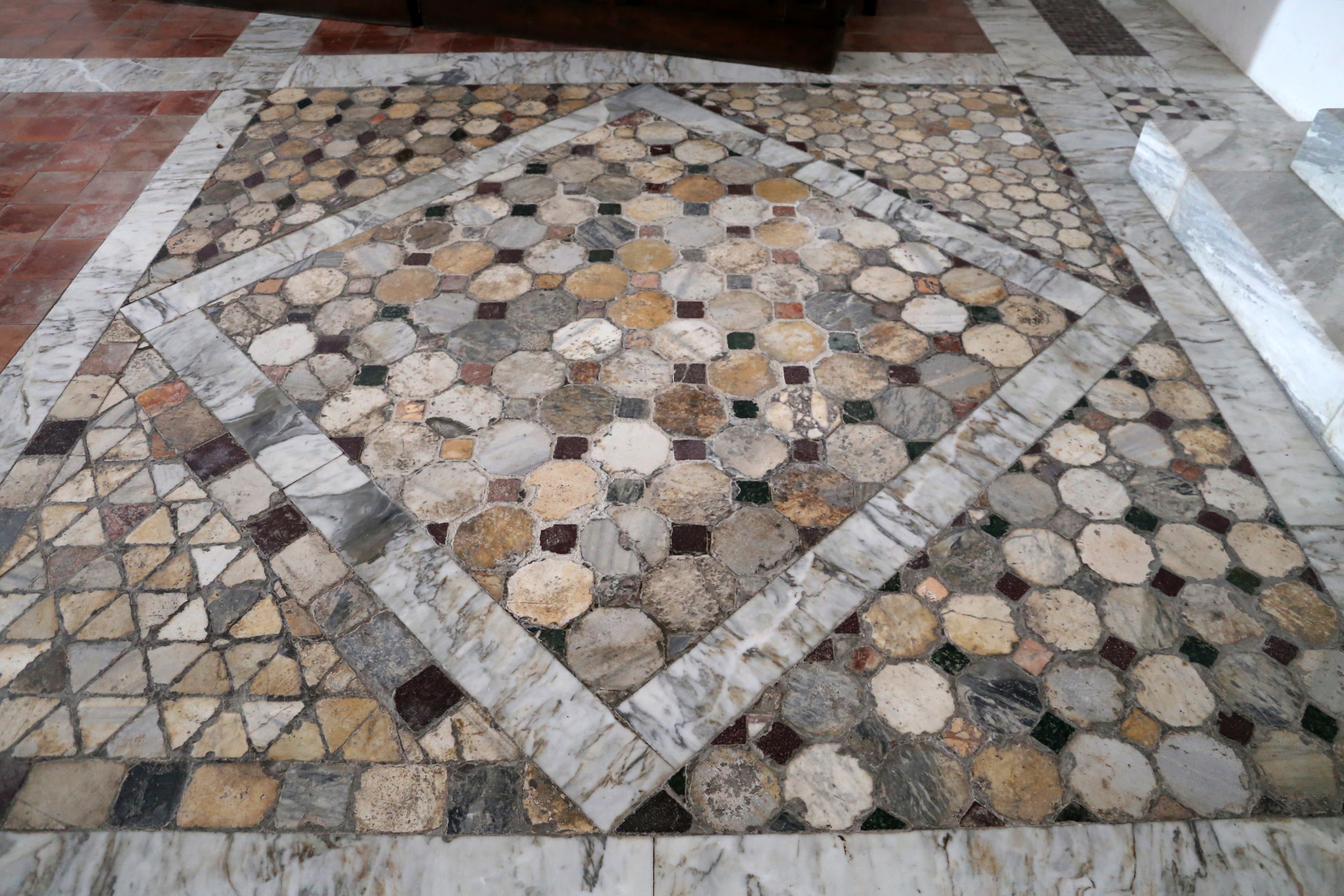
Pavimento antico in opus sectile, dell'abbazia

Nel disegno dell'autore l'opera doveva essere suddivisa in 7 libri, ognuno scandito da un momento fondamentale della storia del monastero.
- Il libro I avrebbe trattato degli avvenimenti compresi tra la fondazione e la costruzione del cenobio di San Vincenzo Maggiore (oggi in rovine, di cui restano gli scavi archeologici), ad opera dell'abate Giosuè (792-817)
- Il libro II narra le vicende successive fino al saccheggio saraceno (881)
- Libro III narra la memoria dei 900 monaci decapitati in occasione della nuova invasione saracena
- Libro IV: libro dell'esilio, cioè dell'abbandono dei monaci dell'abbazia distrutta dalle incursioni, e del successivo ritorno nel luogo delle origini per volere di Carlo Magno; il libro si conclude con l'abbaziato di Maraldo (1007-11)
- Libro V: opere dell'abate Ilario (1011-44), fino alla trasmigrazione della comunità sull'altra sponda del fiume Volturno, da San Vincenzo Maggiore, ormai in rovina, all'abbazia nuova, oggi superstite.
- Libro VI: glorificazione dell'opera restauratrice dell'abate Amico (1117 ca.-1139), con dedica di Giovanni, poiché questo abate fu l'ultimo committente del chronicon prima del suo completamento.
- Libro VII: dedica all'abate Amico.

Il Chronicon tuttavia, giudicando lo stile e la sistemazione delle notizie, appare come una confezione poco ordinata dei fatti e degli eventi, lontano dal proposito dell'introduzione di Giovanni di realizzare un'opera universale. Tradizioni varie confluirono nell'opera senza dar vita a un racconto armonico e strutturato, ponendo evidentemente gravi ostacoli a una chiara esegesi del testo originale, che si interrompe verso la metà del libro V. D'altro canto proprio il giustapporsi di tradizioni diverse dell'archetipo rende il Chronicon una fonte preziosa per capire come sia stato elaborato, nelle varie fasi di vita del monastero, il tema della nascita della comunità Volturnense.
Il codice originale è conosciuto quando nel 1567 con una lettera al cardinale Carlo Borromeo, l'abate commendatario Cesare Costa di San Vincenzo ne annunciò il ritrovamento e lo salvò dalle rovine della biblioteca monastica. Il manoscritto si conserva oggi nella Biblioteca apostolica Vaticana, cod. Barb. lat. 2724, ed è composto di 341 carte in pergamena, numerate due volte in tempi diversi. La prima numerazione risalente al XIII secolo, è duplice, ed è in cifre romane; la seconda è opera di Costantino Caetani, e in cifre arabe.
Il Chronicon fu pubblicato a cura di V. Federici nel volume "Fonti per la storia d'Italia [Medio Evo]", LVIII-LV, Roma 1925-38. Lo stesso Federici identifica in Giovanni l'abate Giovanni, il sesto, del monastero, successore di Amico, dal 1139 al 1144.
L'importanza dell'opera del monaco Giovanni sta nel fatto che la documentazione abruzzese-molisana relativa ai secoli IX-XII proviene in gran parte dalle cronache-cartulario, composte tra la fine dell'XI e la fine del XII secolo, come il Chronicon Casauriense e la Cronaca di Santo Stefano in Rivomaris., da aggiungersi alle Cronache di Farfa e Montecassino.